# Општина Пиетроаса (Бихор)
Пиетроаса (рум. Pietroasa) општина је у Румунији у округу Бихор.
Oпштина се налази на надморској висини од 411 m.